# 葛見神社の大クス

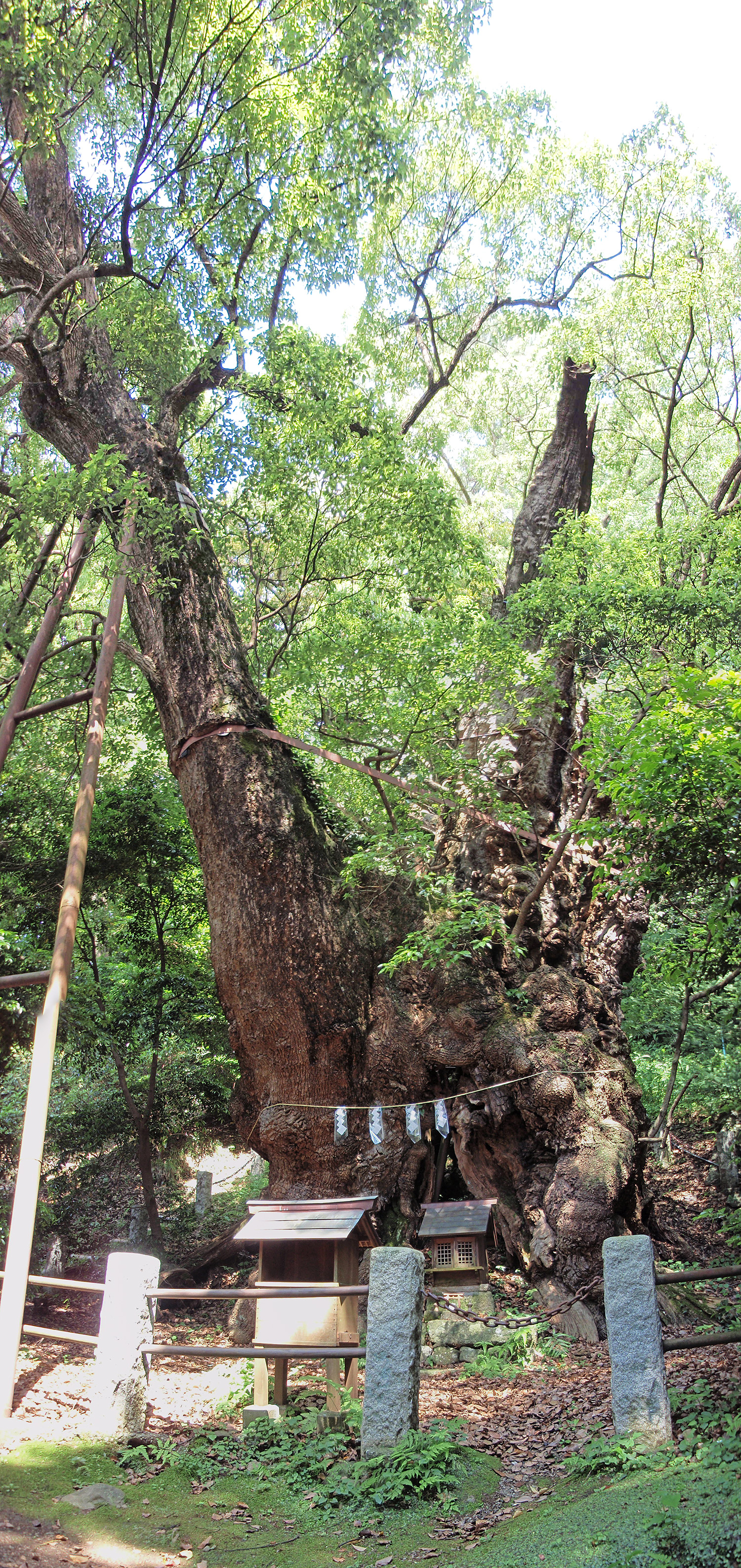
葛見神社の大クス
写真ではその大きさを感じにくいが、日本の巨樹として一般によく知られている縄文杉と、この大クスはほぼ同じ太さである。

葛見神社の大クス（くずみじんじゃのおおクス）は静岡県伊東市馬場町にあるクスの巨樹で、国指定の天然記念物。
伊豆半島は温暖でクスの成長に適しているとされ、クスの巨樹が多く残り、その中の1本がこれである。大クスは市役所の300mほど南西にある葛見神社の境内にその巨体を置き、この神社は伊豆の北東部が「葛見庄」と呼ばれていた平安時代に、庄の初代地頭であった工藤祐隆（伊東家の祖・伊東家次）が、京都の伏見稲荷を勧請合祀し、社殿を造営したことに始まるもので、大クスはその脇で伊東家の厚い保護と崇敬を受けて成長しながら今に至るものである。
この大クスは樹齢千数百年ともいわれ、幹周は15mほどにも達し、幹の中は大きな空洞となっている。このため、幹が折れぬように金属製のベルトで締められており、また、大枝も柱で固定を試みてはいるが、現在は台から浮いてしまい、その効果は期待できそうにない状態にある。
1996年（平成8年）9月22日には、房総半島沖を通過した台風17号の影響で枝2本を破損し、そのうちの1本は大枝の1つで、直径50cm、長さが12mほどあり、高さ約10mの部分で折れ、地上に落下した。
なお、大クスの周りには歩道があり、周回しながら眺めることもできる。また、大クスの右手前には、伊東市に晩年住んでいた元首相、若槻禮次郎が寄進したこの巨樹を讃える石碑が置かれている。1933年（昭和8年）2月28日に国指定の天然記念物とされた。

## 関係項目
- 巨樹
- 阿豆佐和気神社の大クス - 伊豆半島にあるクスの巨樹
- 杉桙別命神社の大クス - 同上